# Empoasca helleri
Empoasca helleri är en insektsart som beskrevs av Irena Dworakowska 1972. Empoasca helleri ingår i släktet Empoasca och familjen dvärgstritar.
Artens utbredningsområde är Kongo-Kinshasa. Inga underarter finns listade i Catalogue of Life.